# Tantsud tähtedega
Tantsud tähtedega ist eine Tanzshow im estnischen Fernsehen. Es handelt sich um eine in Lizenz hergestellte Version der BBC-Show Strictly Come Dancing, die international unter verschiedenen Titeln wie beispielsweise Dancing with the Stars (USA) oder Let’s Dance (Deutschland) vermarktet wird.
Die Show gehört zu den bekanntesten und größten Fernsehsendungen in Estland.

## Ablauf
Mehrere Paare (jeweils ein Promi und ein Profitänzer) zeigen in jeder Sendung einen oder mehrere Tänze. Die Wertung setzt sich aus zwei Komponenten zusammen: Einerseits vergibt eine vierköpfige Jury für jedes Paar Punkte, andererseits stimmen die Zuschauer per Telefonvoting über die Paare ab. Am Ende jeder Sendung verlässt dasjenige Paar, das am schlechtesten bewertet wurde, das Spiel. Am letzten Abend der Serie wird der Gewinner zwischen den verbliebenen Paaren ermittelt.

## Staffeln

### 1. Staffel
| Platzierung | Prominente(r)   | bekannt als  | Tanzpartner        |
| ----------- | --------------- | ------------ | ------------------ |
| 1.          | Mikk Saar       | Sänger       | Olga Kosmina       |
| 2.          | Gerli Padar     | Sängerin     | Martin Parmas      |
| 3.          | Erki Nool       | Leichtathlet | Ave Vardja         |
| 4.          | Aivar Riisalu   | Sänger       | Kristina Tennokese |
| 5.          | Vilja Savisaar  | Politikerin  | Veiko Ratas        |
| 6.          | Ingrid Tähismaa | Journalistin | Aleksandr Makarov  |
| 7.          | Reet Linna      | Sängerin     | Eduard Korotin     |
| 8.          | Indrek Tarand   | Politiker    | Kaisa Oja          |

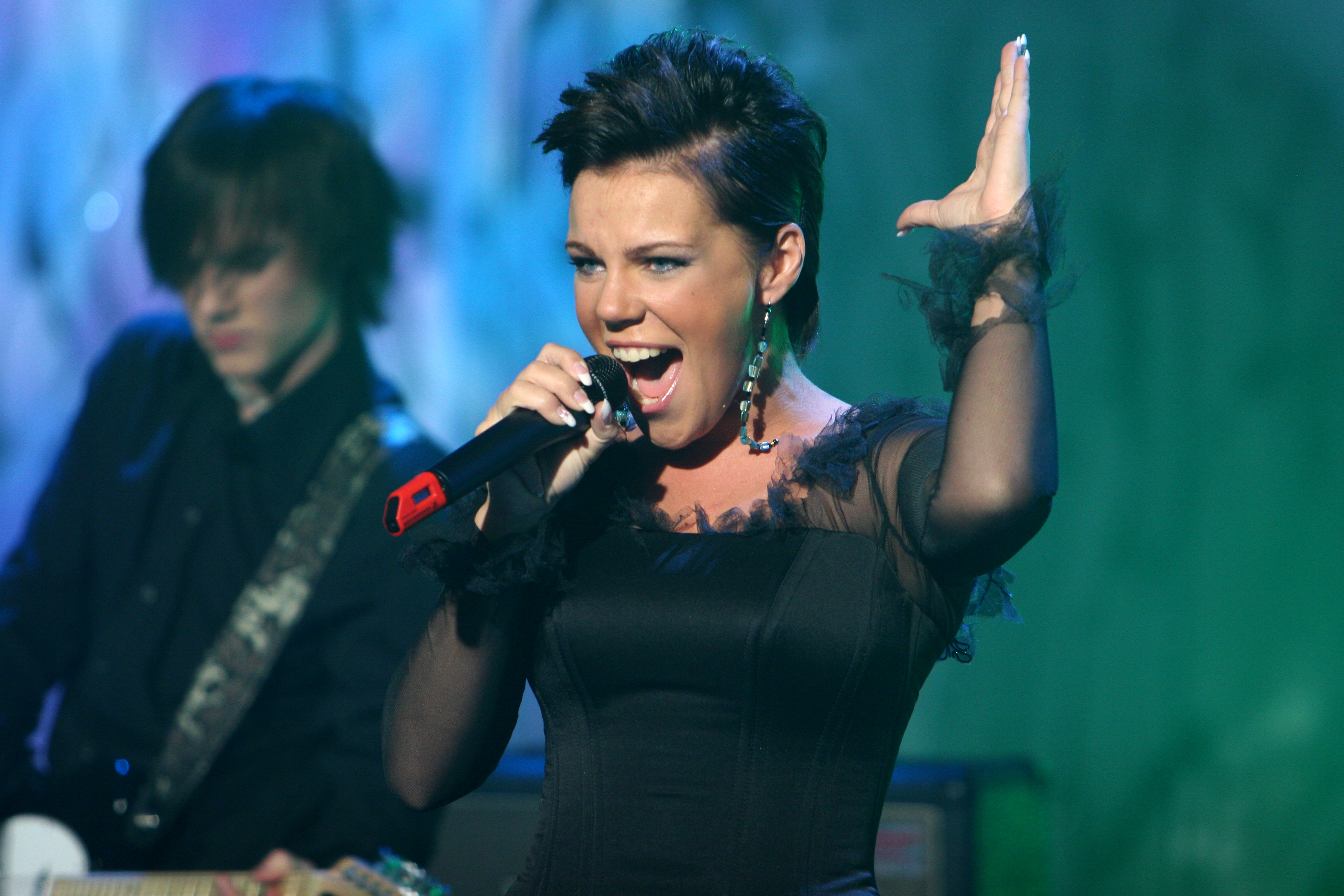
Gerli Padar (2. Platz)
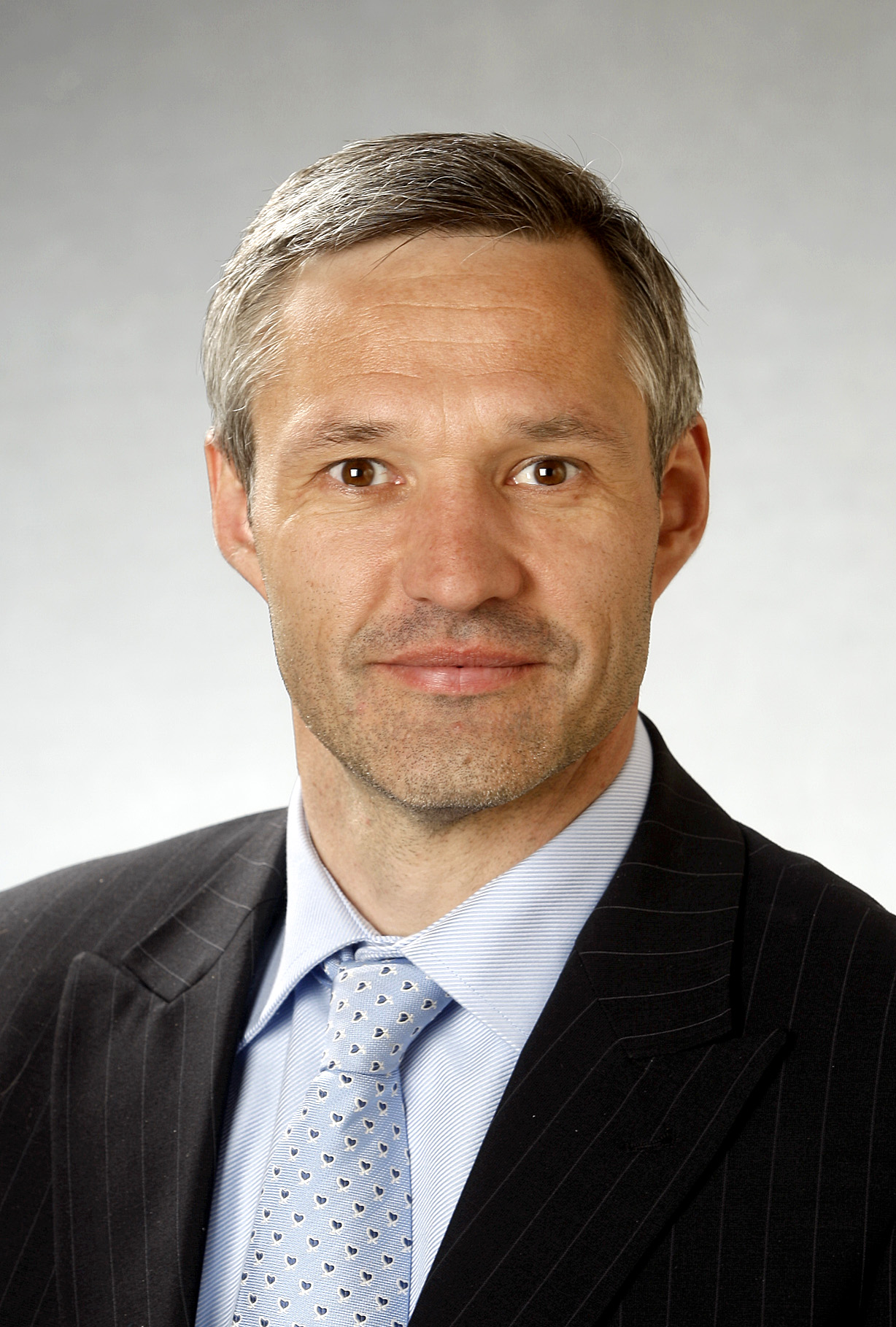
Erki Nool (3. Platz)
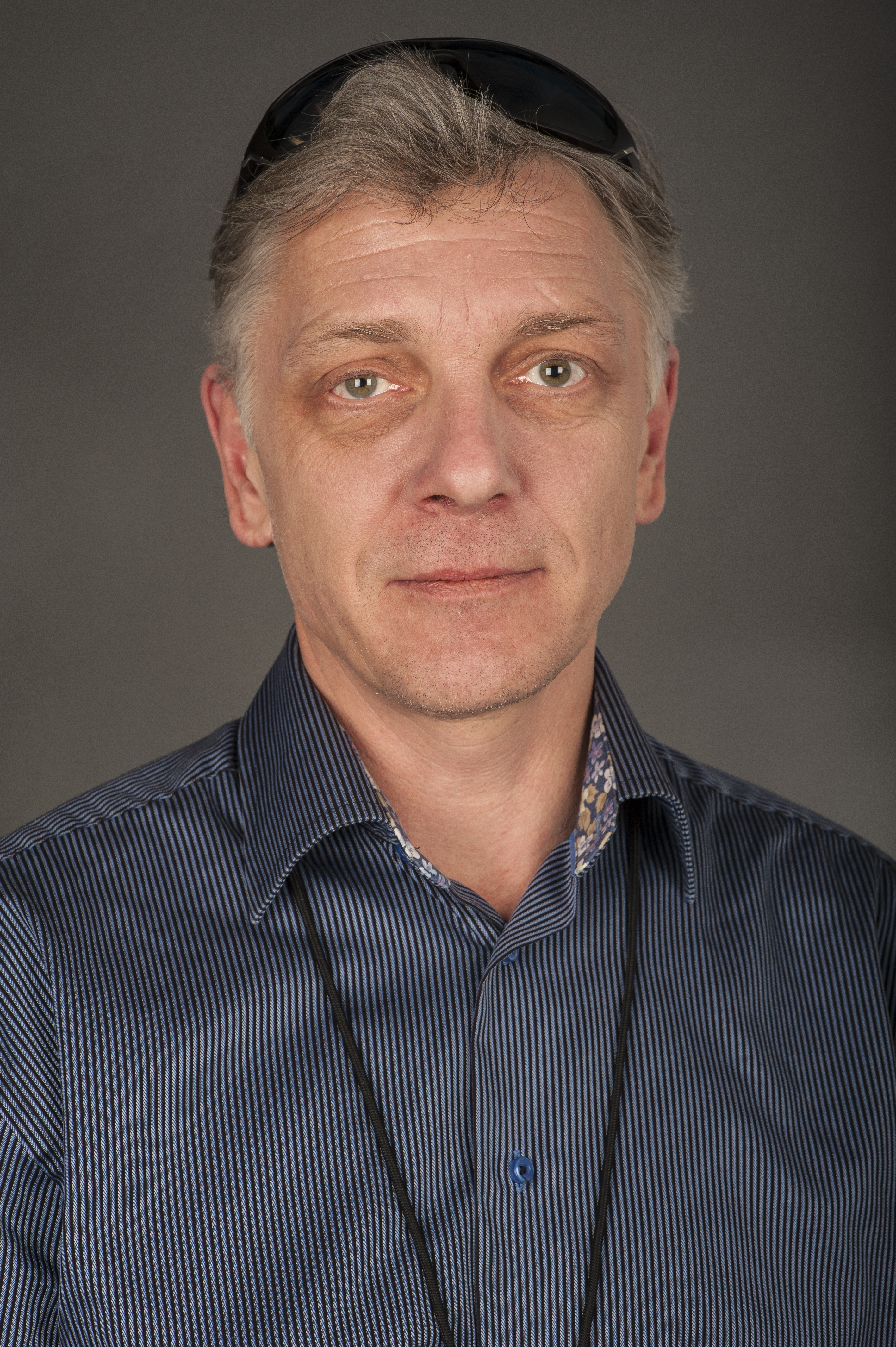
Indrek Tarand (8. Platz)

### 2. Staffel
| Platzierung | Prominente(r)     | bekannt als | Tanzpartner        |
| ----------- | ----------------- | ----------- | ------------------ |
| 1.          | Koit Toome        | Sänger      | Kerttu Tänav       |
| 2.          | Luisa Värk        | Sängerin    | Martin Parmas      |
| 3.          | Peep Vain         | Autor       | Olga Kosmina       |
| 4.          | Andrus Värnik     | Speerwerfer | Kaisa Oja          |
| 5.          | Dag Hartelius     | Diplomat    | Kristina Tennokese |
| 6.          | Kristiina Ojuland | Politikerin | Aleksandr Makarov  |
| 7.          | Katrin Karisma    | Sängerin    | Veiko Ratas        |
| 8.          | „Beatrice“        | Model       | Eduard Korotin     |

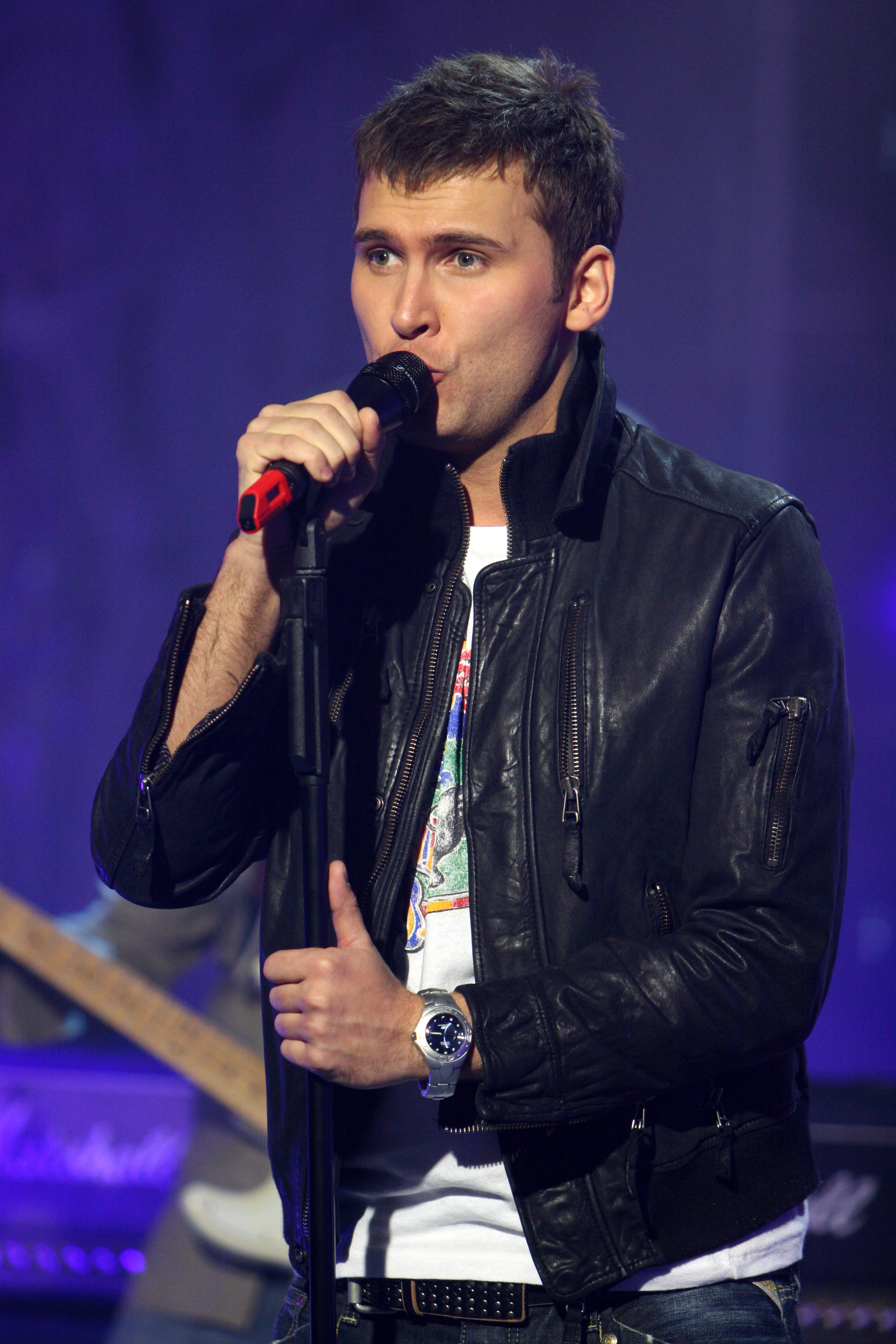
Koit Toome (1. Platz)
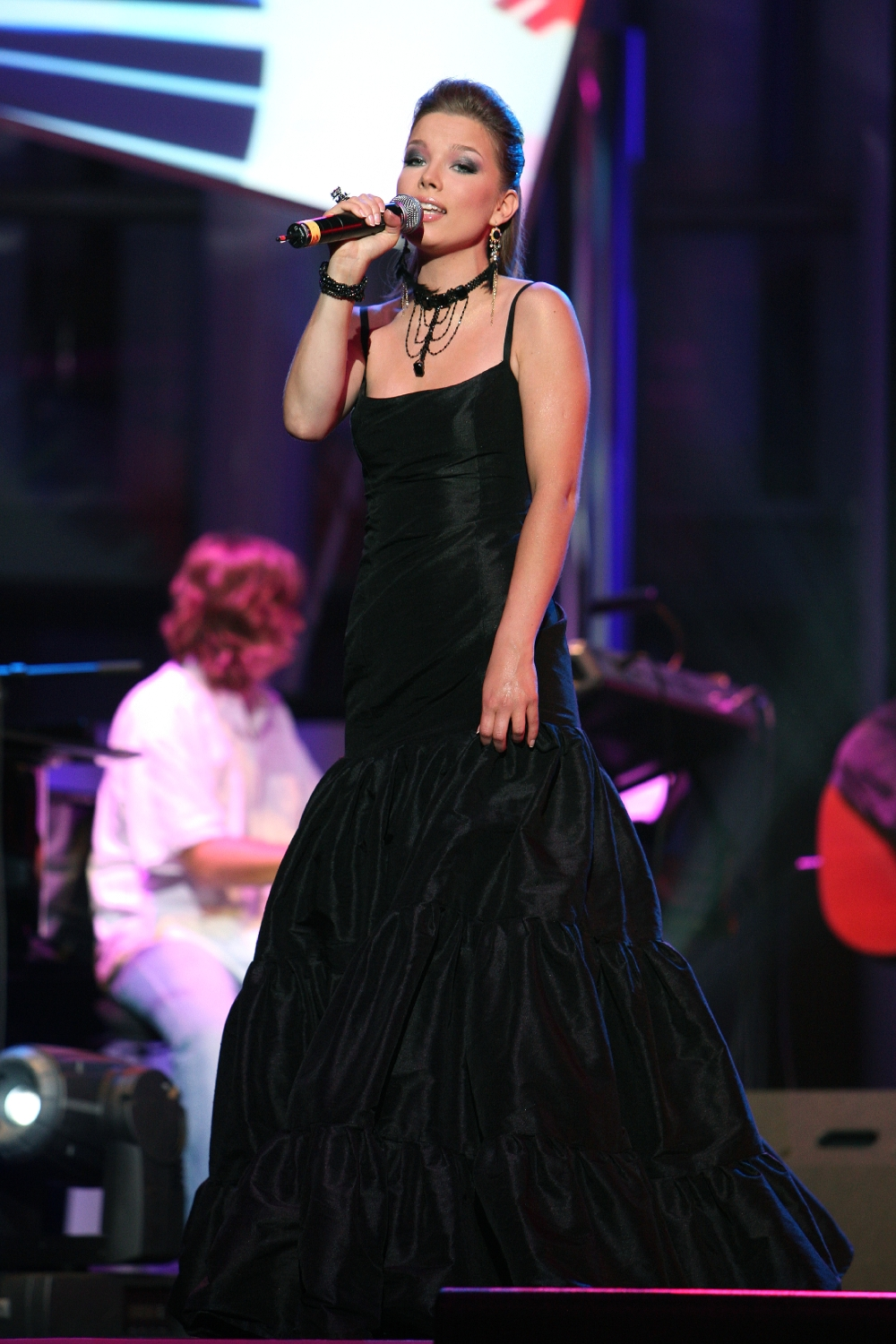
Luisa Värk (2. Platz)
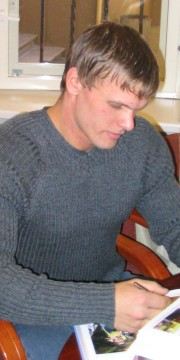
Andrus Värnik (4. Platz)
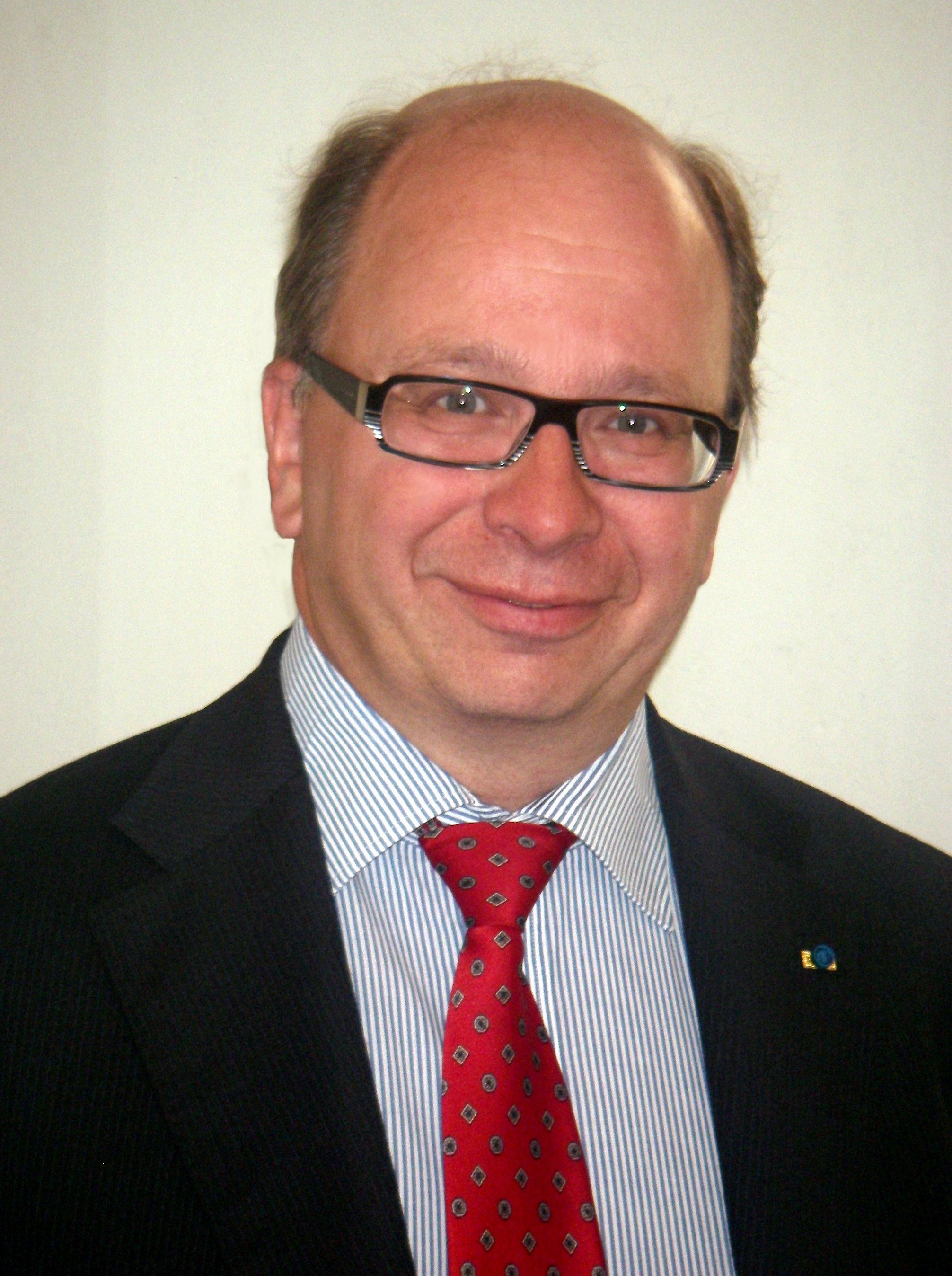
Dag Hartelius (5. Platz)

### 3. Staffel
| Platzierung | Prominente(r)    | bekannt als  | Tanzpartner        |
| ----------- | ---------------- | ------------ | ------------------ |
| 1.          | Argo Ader        | Bodybuilder  | Helena Liiv        |
| 2.          | Maarja-Liis Ilus | Sängerin     | Veiko Ratas        |
| 3.          | Lauri Pedaja     | Schauspieler | Kristina Tennokese |
| 4.          | Evelyn Sepp      | Politikerin  | Marko Kiigajaan    |
| 5.          | Henrik Normann   | Schauspieler | Kaisa Oja          |
| 6.          | Piret Järvis     | Sängerin     | Mairold Millert    |
| 7.          | Erika Salumäe    | Politikerin  | Kristjan Kuusk     |
| 8.          | Arne Niit        | Designer     | Olga Kosmina       |

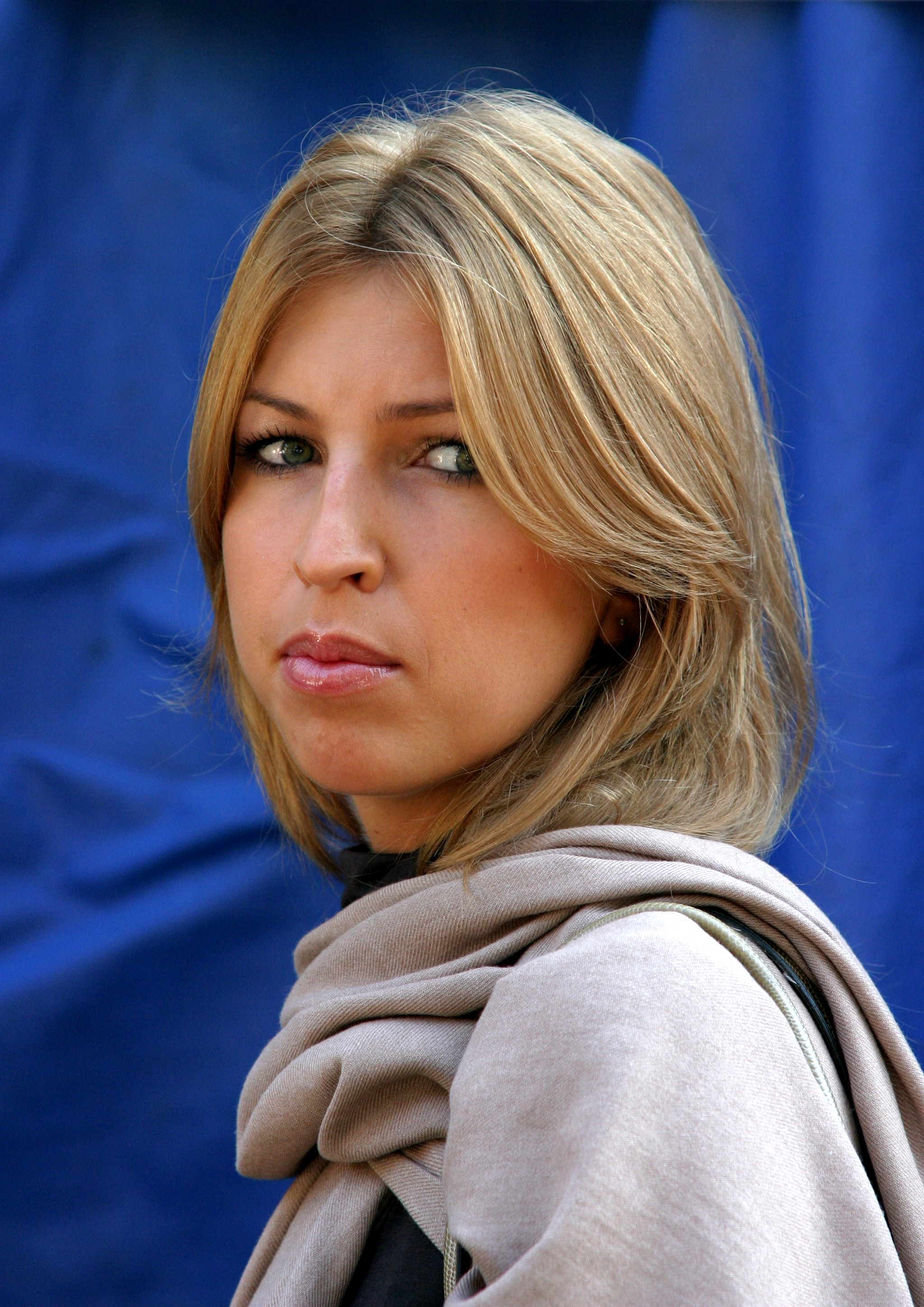
Maarja-Liis Ilus (2. Platz)
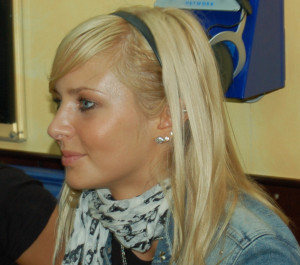
Piret Järvis (6. Platz)
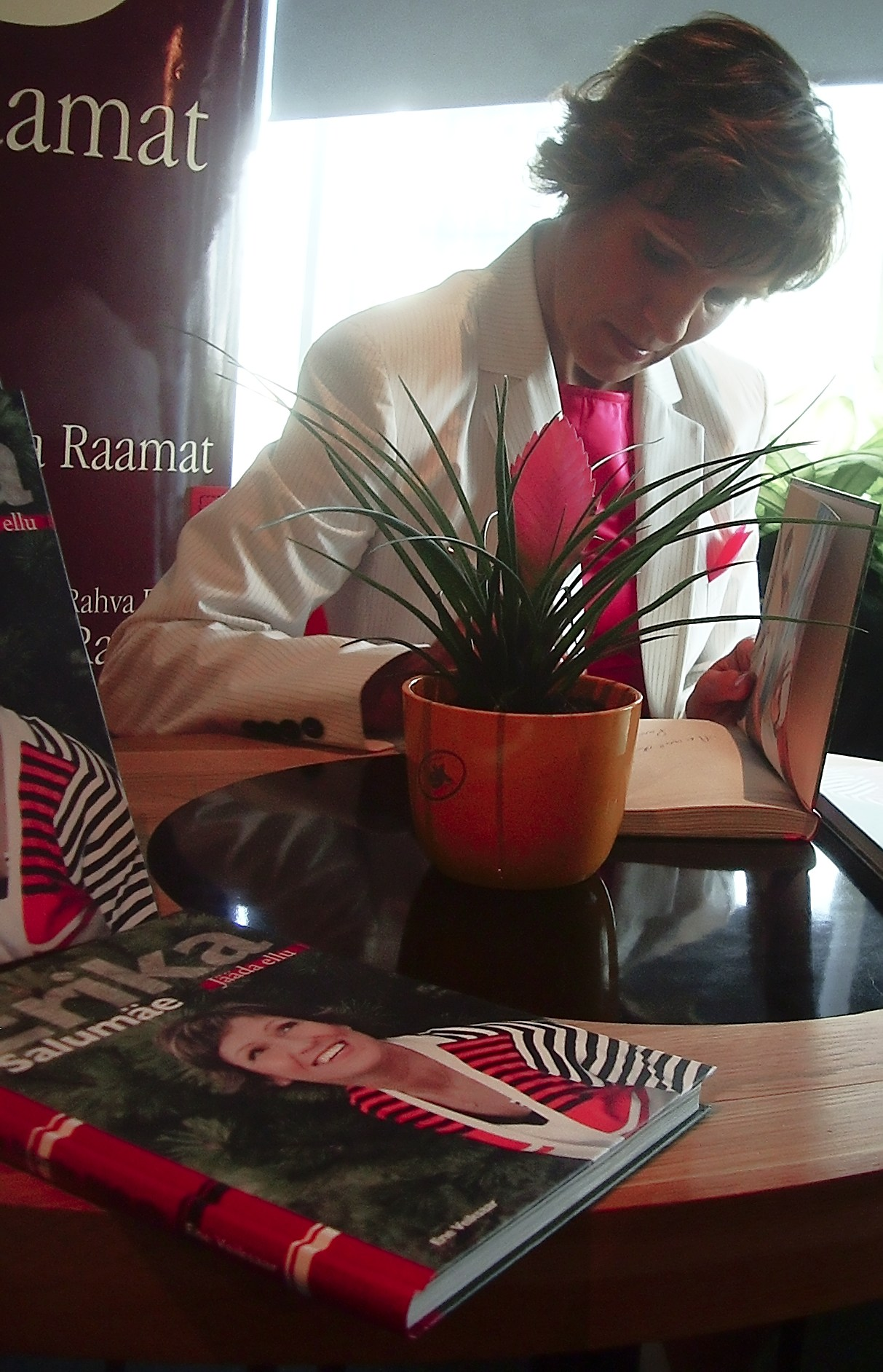
Erika Salumäe (7. Platz)

### 4. Staffel
| Platzierung | Prominente(r)       | bekannt als    | Tanzpartner          |
| ----------- | ------------------- | -------------- | -------------------- |
| 1.          | Liina Vahter        | Schauspielerin | Mairold Millert      |
| 2.          | Ithaka Maria Rahula | Sängerin       | Marko Kiigajaan      |
| 3.          | „Nastja“            | Hellseherin    | Marko Mehine         |
| 4.          | Jevgeni Fokin       | Stylist        | Aleksandra Žeregelja |
| 5.          | Johannes Ahun       | Musiker        | Kerstin Kruuse       |
| 6.          | Urve Palo           | Politikerin    | Aleksandr Makarov    |
| 7.          | Dave Benton         | Sänger         | Valeria Fetissova    |
| 8.          | Tarmo Kruusimäe     | Politiker      | Karin Lillemaa       |

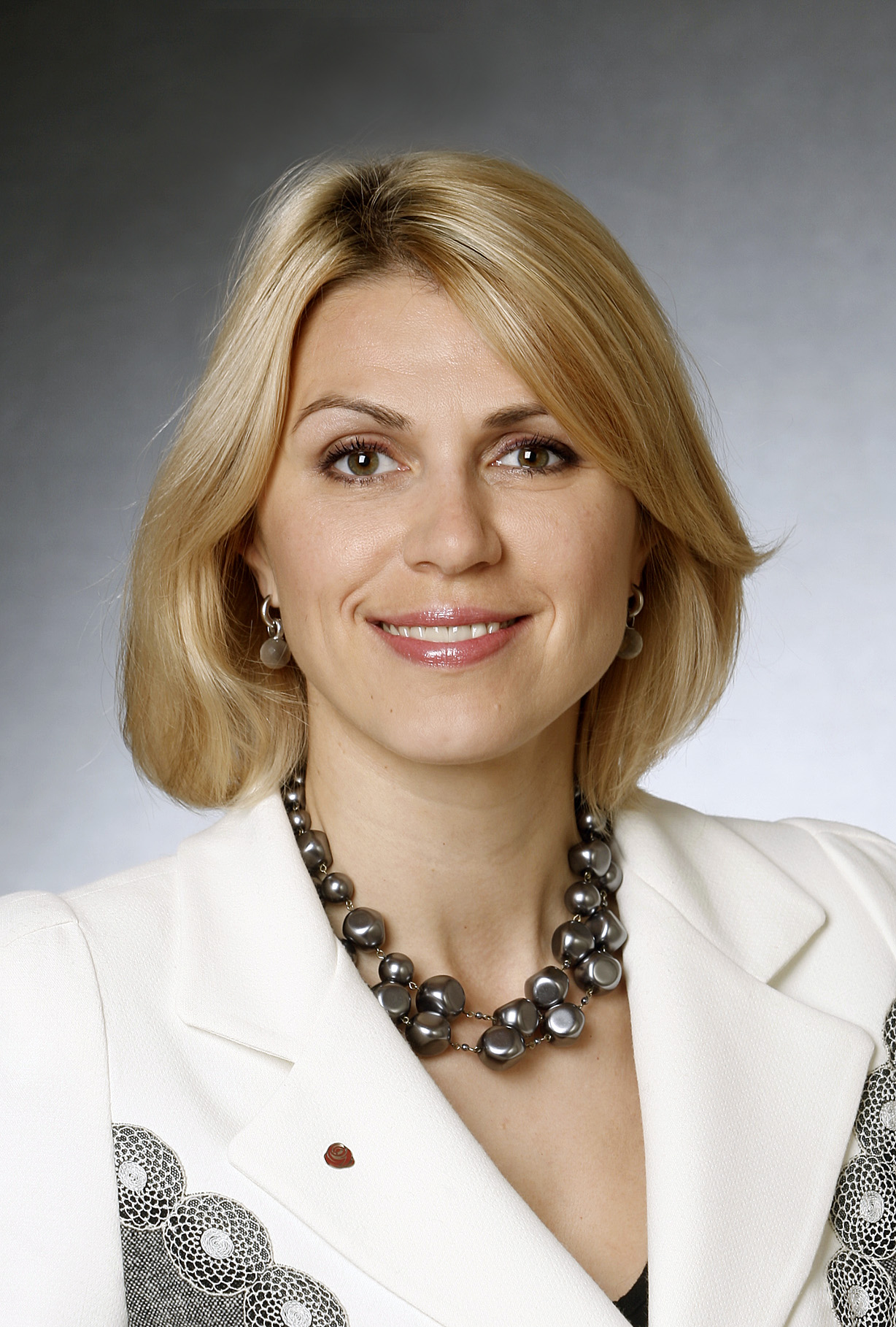
Urve Palo (6. Platz)
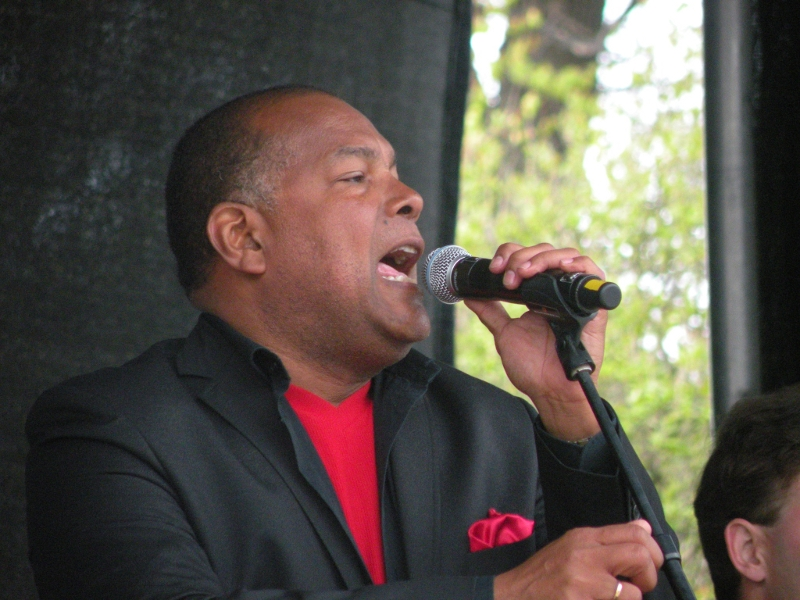
Dave Benton (7. Platz)

### 5. Staffel
| Platzierung | Prominente(r)      | bekannt als   | Tanzpartner          |
| ----------- | ------------------ | ------------- | -------------------- |
| 1.          | Jan Uuspõld        | Schauspieler  | Aleksandra Žeregelja |
| 2.          | Anna Levandi       | Athletin      | Mairold Millert      |
| 3.          | Getter Jaani       | Sängerin      | Ott-Sander Palm      |
| 4.          | Stig Rästa         | Sänger        | Karina Vesman        |
| 5.          | Kati Toots         | Entertainerin | Marko Kiigajaan      |
| 6.          | Ott Väli           | Schauspieler  | Emma-Leena Koger     |
| 7.          | Andres Anvelt      | Politiker     | Kristina Tennokese   |
| 8.          | Veronika Portsmuth | Sängerin      | Märt Agu             |

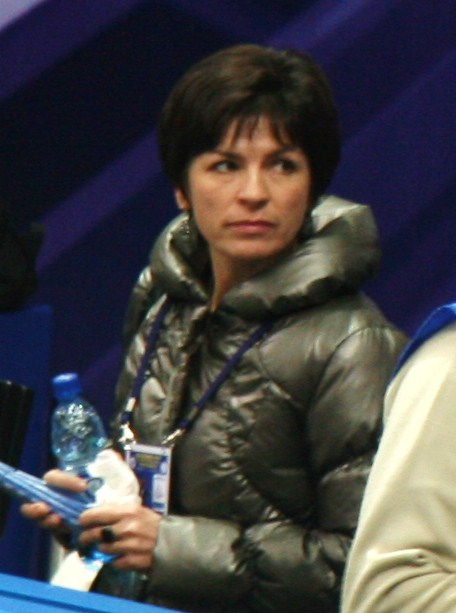
Anna Levandi (2. Platz)
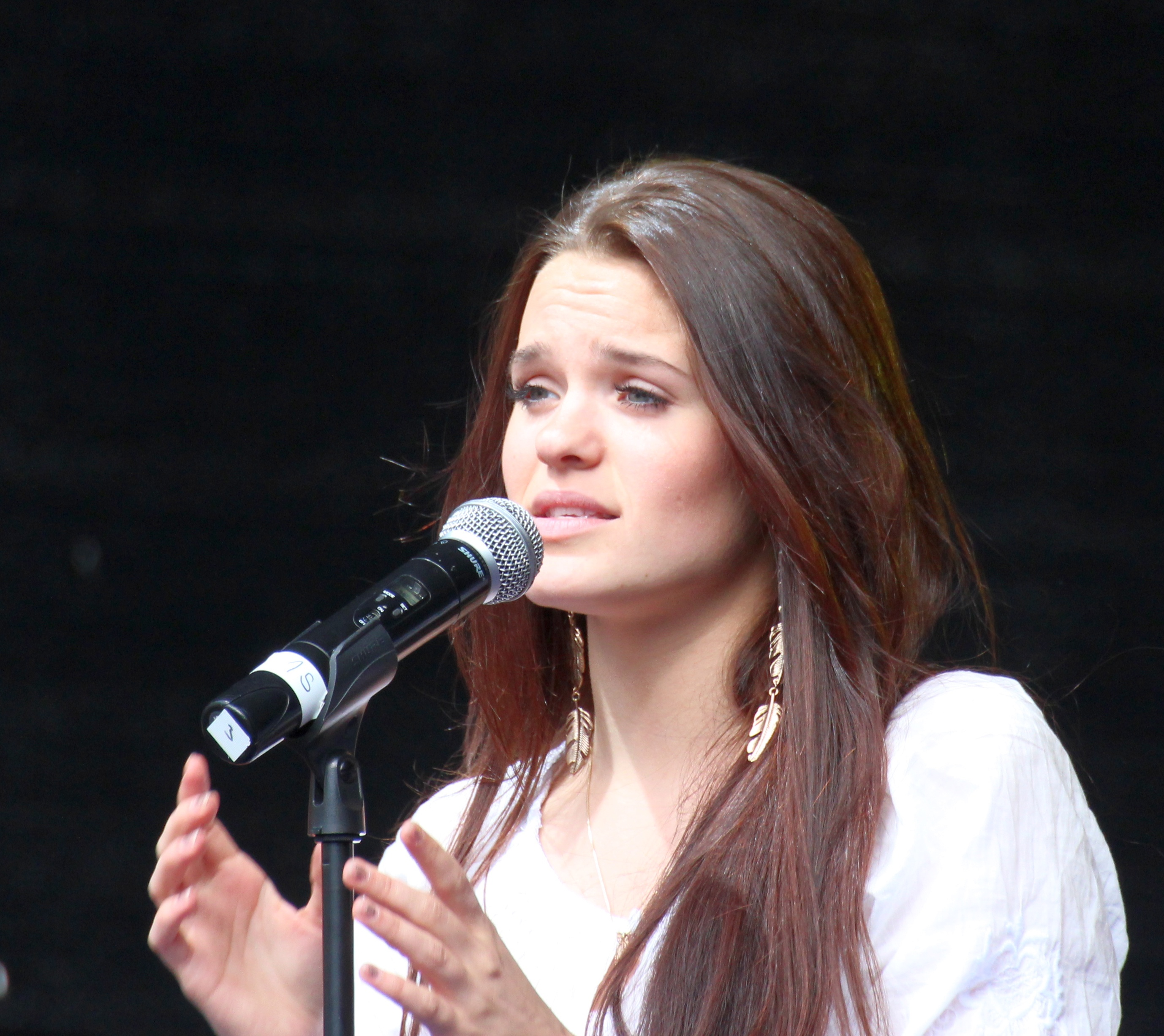
Getter Jaani (3. Platz)
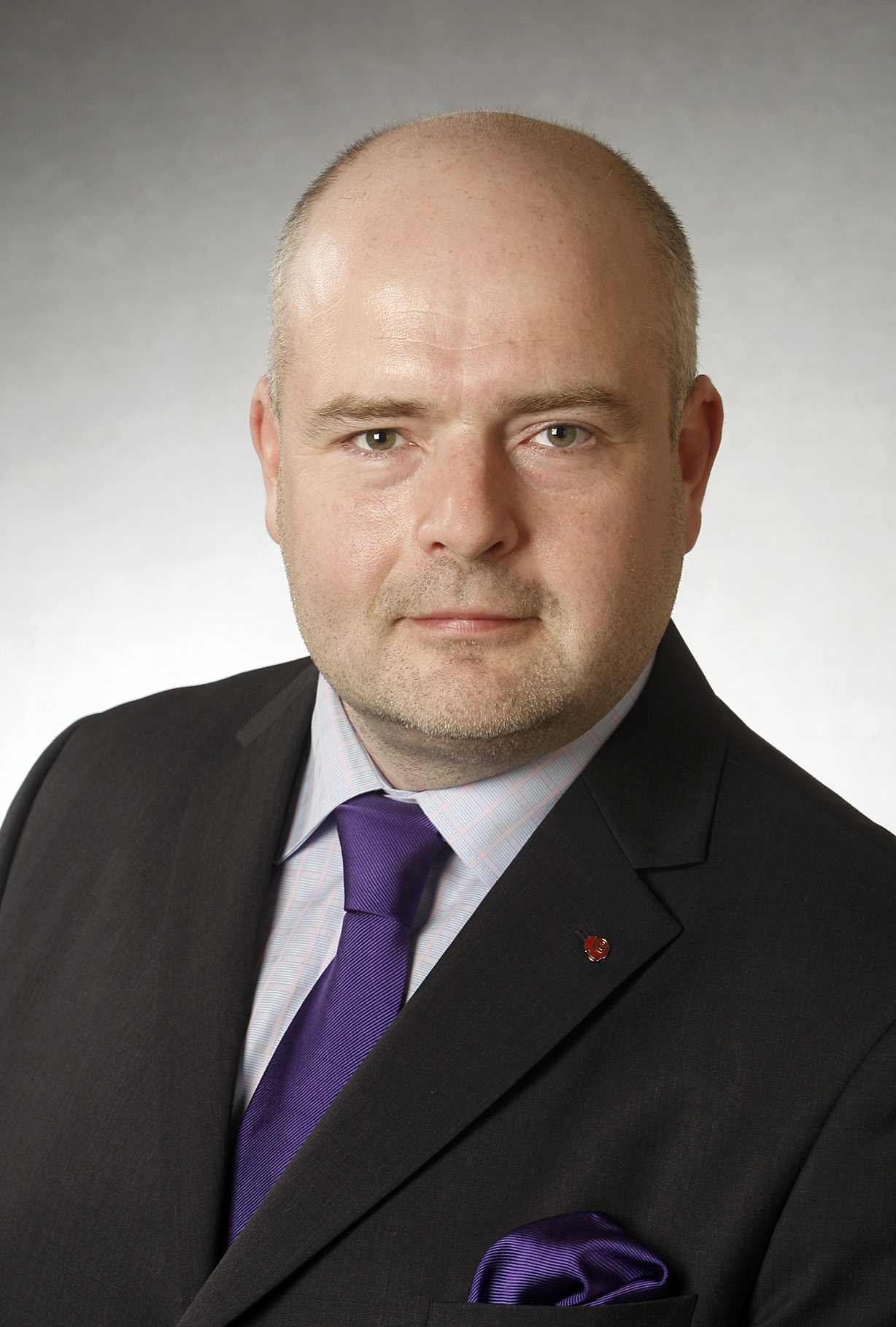
Andres Anvelt (7. Platz)